# Al Bayt Stadion
Az Al Bayt Stadion (arabul: استاد البيت) a katari Al-Hor városába való futballstadion, amelyet a 2022-es FIFA-világbajnokság mérkőzéseire használnak. A stadion építési szerződését 2015-ben Salini és Cimolai nyerték el. 2020 januárjában a stadion megkapta a „zöld tervezés, az építésmenedzsment és az energiahatékonyság fenntarthatóság”i tanúsítványait.